# Ultrix
Ultrix (korektně psáno verzálkami – ULTRIX) byla značka unixových systémů společnosti Digital Equipment Corporation (DEC). Přestože ultrix je latinský pojem pro mstitele, jméno bylo vybráno výhradně pro svou zvukovou podobu.

## Historie
Počáteční vývoj Unixu probíhal na systémových platformách PDP 7 a PDP 11 (Programable Data Processor) společnosti DEC. Tyto počítače a integrovaný systém VAX byly v této době velice populární unixovou platformou. První verze UNIX/32V pro VAX byla dokončena v roce 1978, přičemž VAX byl prodáván od roku 1977. Ovšem před plnou integrací UNIXu na platformy DEC dlouho dodával počítače se svým vlastním operačním systémem VMS.
O prosazení UNIXu se postarala vývojářská skupina (UEG) pod hlavičkou firmy DEC, jejímiž členy byli Bill Munson, Jerry Brennerand a Fred Canter, všichni z předního servisu pro zákazníky DEC, Bill Shannon z Case Western University a Armando Stettner ze společnosti Bell Labs. Později tento kolektiv rozšířili Joel Magid, Bill Doll a Jim Barelay, kteří přišli z marketingových a produktových oddělení DEC. Pod vedením Freda Cantera vytvořili V7M, upravené 7. vydání UNIXu.

## BSD
Z počátku pracovali Bill Shannon a Stettner na nízkoúrovňovém CPU a s ovladači podporovanými UNIX/32V. Avšak velice rychle se jejich pozornost zaměřila na úzkou spolupráci s 4BSD Kalifornské univerzity v Berkeley. Na pomoc v závěrečné fázi vývoje přichází z Berkeley do New Hampshire Bill Joy, který zde začal spolupracovat s Bill Shannonem a Stettnerem, jejichž snaha byla podporována skupinou UEG. Zkoušky správné konfigurační kompatibility probíhaly v laboratořích DEC. Mezitím se těmto třem pracovníkům podařilo dokončit testovací verzi UNIXu 4.5BSD na systém VAX, kterou hojně užívali vývojáři skupiny VMS. Po dokončení produktu 4.1BSD odešel Bill Joy pracovat do Sun Microsystems. Později jej následoval i Bill Shannon. Armando Stettner zůstal u DEC a počal koncepci a vývoj projektu Ultrix.
Mimo jiné UEG udržovalo počítač decvax, který byl využíván jako jeden z centrálních uzlů UUCP v síti Usenet. Jako první v reálném čase spojil emailem a zprávami v síti východní pobřeží, Duke University (Duke), a západní pobřeží USA, Kalifornská Univerzita v Berkeley (ucbvax). S rozvojem systému komprese dat byl decvax propojen do Evropy (Vrije Universiteit, Amsterdam) a do Austrálie (University of Melbourne), kdy spolu strany komunikovaly minimálně dvakrát denně.
Armando Stettner s Billem Dollem po tomto rozvoji uvažují o takovém Unixovém systému pro VAX, který by byl přístupný širšímu spektru zákazníků. Následný návrh podal Bill Munson, který jej představil Kenu Olsenovi, jenž zaregistroval licenční značku UNIXu. Tím započala práce na systému Ultrix.

## První verze Ultrixu
První verze operačního systéu Ultrix, Ultrix-32, byl vypuštěn v roce 1984. Byl založen na 4.2BSD s některými prvky systému SYSTEM V. Díky fungování decvax v síti, obsahuje již několik modifikací a skriptů pro Usenet a další protokoly DEC, jedním z nich je protokol LAT. Ultrix-32 nepodporoval Vaxclustering. Brzy potom DEC nabízí produkt založený na V7M. Největší význam byl přikládán vývojové práci na úpravě systémů na flexibilní a konfigurovatelný systém. Po skončení prvních betatestů Ultrixu přichází na západní pobřeží Steve Bourne, který zde začíná pracovat po boku Armanda Stettnera na první pracovní stanici RISC, stanici MIPS 3100 a později i na Open Software Foundation.

## Poslední verze Ultrixu
Jako součást závazků vůči OSF DEC nahradila Ultrix novým systémem OSF/1 pro platformu Alpha, čímž ukončila vývoj UNIXu pro platformy MIPS a VAX. OSF/1 byl připraven pro MIPS v roce 1991, ale nebyl dosud považován za hotový produkt. OSF/1 měl jádro na bázi Mach s mnoho prvky, které pocházejí z Ultrixu. Zde začala opětovně působit UEG na vývoji nového OSF/1 založeného na digitálním UNIXu, který by měl být adekvátním a odpovídajícím způsobem fungovat ve spolupráci s hardwarem DEC.
Poslední významnější verzí Ultrixu byla verze 4.5 v roce 1995, který byl podporovaný všemi stanicemi VAX. Obsahoval zároveň i záplaty Y2K.